# اتاق‌های پشتی

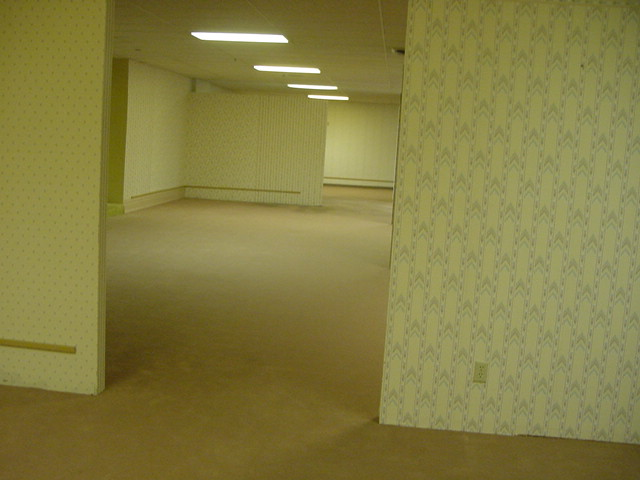
عکسِ اصلیِ اتاق‌های پشتی، که برای اولین بار در 4chan بارگزاری شد.

اتاق‌هایِ پشتی (به انگلیسی: The Backrooms) یک افسانه شهری ترسناک و گونه‌ای کریپی‌پاستا است که پیچ‌وخمِ بی‌پایانی از اتاق‌هایِ خالی و محیط‌های دیگر را —که به‌طورِ تصادفی ایجاد شده‌اند— توصیف می‌کند. این اتاق‌ها با بوی فرشِ مرطوب، دیوارهایی با رنگ زرد و لامپ‌های فلورسنت و صدایِ وِزوِز آن‌ها مشخص می‌شود. بعدترها کاربرانِ اینترنت این مفهوم را با ایجادِ سطوحِ متفاوتی از این اتاق‌ها و موجوداتی که در آنها ساکن هستند، گسترش دادند و این گسترش، همچنان ادامه دارد.
در اتاق‌های پشتی، زمان معنی ندارد؛ نه گذشته‌ای هست و نه آینده‌ای. اتاق‌های پشتی یک دامِ ابدی است که اگر کسی در آن گرفتار شود، رهایی نخواهد یافت یا به‌سختی رها خواهد شد.
این مفهومِ خیالی از زمانِ ایجاد، به اشکال مختلف در رسانه و فرهنگِ اینترنتی، از جمله بازی‌های ویدیویی، ویکی‌های داستانی و ویدیوهای یوتیوب گسترش یافته است.

## ورود به اتاق‌هایِ پشتی
ورود به این واقعیتِ مجازی در «حالتِ نوکلیپِ واقعیتِ کنونی» رخ می‌دهد. وقتی که شخص در واقعیتِ زندگیِ روزمره —به عمد یا تصادفاً— نوکلیپ کند، «شیفتِ واقعیت» رخ می‌دهد و او به این جهان رانده می‌شود.

### noclip mode
نوکلیپ در موضوعاتِ بازی‌های رایانه‌ای، گونه‌ای تقلب در بازی است و وقتی رخ می‌دهد که کاربر یا برنامه‌نویس با غیرفعال کردنِ برخی تنظیماتِ بازی می‌تواند به دیوارها، درها، موانع و زمین در محیطِ بازی نفوذ کند و از آنها رد شود. گاهی نیز این امر در اثرِ «گلیچ در ماتریکسِ بازی» رخ می‌دهد و بازیکن —بدونِ اینکه بخواهد— به ناگهان به زیرِ سطحِ محیطِ بازی سُر می‌خورد و دیگر نمی‌تواند به واقعیت و سطحِ اصلی برگردد.

## پیدایش
ایدهٔ اتاق‌های پشتی در ۱۲ می ۲۰۱۹ در وبسایت 4chan و در پیِ درخواستِ یک کاربرِ ناشناس برایِ یک عکس به‌وجود آمد و اولین عکس با مفهومِ اتاق‌های پشتی بارگذاری شد. پس از بارگزاریِ عکس، کاربرِ دیگری موضوع را چنین گسترش داد:
«اگر مراقب نباشی و در مناطق اشتباه از واقعیت خارج شوی، سر از اتاق‌های پشتی درمی‌آوری. جایی که چیزی نیست جز بوی بدِ فرش کهنه با رنگ زرد دیوارها در پس‌زمینهٔ بی‌پایان و دیوانه‌کننده. سر و صدای لامپ‌های فلورسنت با حداکثر وِزوز، و تقریباً ششصد میلیون مایل مربع از اتاق‌های خالی که تصادفی ایجاد شده‌اند.
خدا تو را حفظ کند اگر چیزی بشنوی، چون جهنم صدایت را شنیده‌است.»
پس از آن، مفاهیمِ وابسته به آن نیز بتدریج از سویِ کاربرانِ ناشناسِ دیگر، خلق گردید.

## طبقات

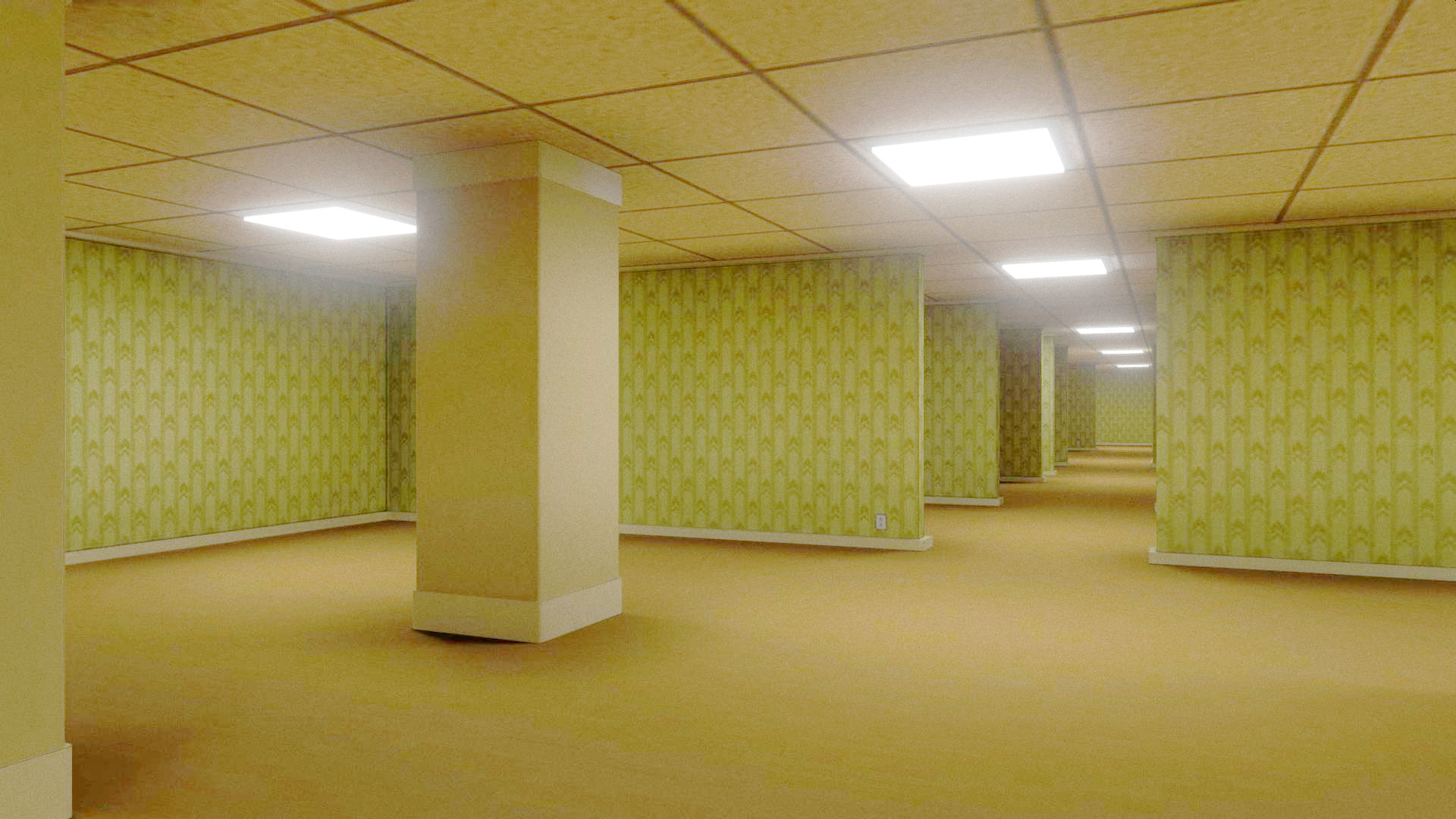
عکسی شبیه‌سازی شده از اتاق‌های پشتی

هزاران سطح از اتاق‌های پشتی در ویکیِ اتاق‌های پشتی از سویِ طرفداران، تعریف شده است که دارای عکس‌ها و سطوحِ ایمنیِ متفاوت اند اما قانونِ کلّی این است که سه سطحِ متمایز از اتاق‌ها وجود دارد. سطوح مشخص شده در این تعریف عبارتند از:
1. سطحِ صفر یا لابی: سطحی است که در عکسِ اصلیِ اتاق‌های پشتی، نشان داده شده است و شامل شناخته‌شده‌ترین ویژگی هایِ این اتاق‌ها یعنی فرشِ کپک‌زده، دیوارهایِ زرد و چراغ‌های فلورسنت با صدایِ وِزوِزِ آنهاست.[۳]
2. سطحِ یک یا منطقه قابل سکونت: سطحی که در آن، فرد انتخاب می‌کند وارد منطقهٔ نوکلیپ نشود و در عوض برای روزها در سطحِ صفر سرگردان می‌شود.[۳]
3. سطحِ دو: یکی از تاریک‌ترین سطوح است و دارای معماریِ عمدتاً صنعتی است. این سطح به شکلِ تونل‌هایِ خدماتیِ طولانی با لوله‌هایی که دیوارها را پوشانده‌اند، ظاهر می‌شود.